# WTA Palm Beach Gardens
Das WTA-Turnier von Palm Beach Gardens (offiziell: Ford Cup-4 Woman Special) war ein Damen-Tennisturnier der WTA Tour, das in der Stadt Palm Beach Gardens ausgetragen wurde.

## Siegerliste

### Einzel
| Jahr   | Siegerin          | Finalgegnerin       | Ergebnis      |
| ------ | ----------------- | ------------------- | ------------- |
| 1982   | Chris Evert-Lloyd | Andrea Jaeger       | 6:1, 7:5      |
| 1983   | Chris Evert-Lloyd | Andrea Jaeger       | 6:3, 6:3      |
| 1984   | Chris Evert-Lloyd | Bonnie Gadusek      | 6:0, 6:1      |
| 1985   | Kathleen Horvath  | Petra Delhees-Jauch | 3:6, 6:3, 6:3 |
| 1985-2 | Chris Evert-Lloyd | Hana Mandlíková     | 6:3, 6:3      |

### Doppel
| Jahr | Siegerinnen                 | Finalgegnerinnen                     | Ergebnis      |
| ---- | --------------------------- | ------------------------------------ | ------------- |
| 1982 | Rosie Casals Wendy Turnbull | Evonne Cawley Betty Stöve            | 6:1, 7:6      |
| 1983 | Barbara Potter Sharon Walsh | Kathy Jordan Anne Smith              | 6:4, 4:6, 6:2 |
| 1984 | Betsy Nagelsen Anne White   | Rosalyn Fairbank Candy Reynolds      | 2:6, 6:2, 6:2 |
| 1985 | Joanne Russell Anne Smith   | Laura Gildemeister Gabriela Sabatini | 1:6, 6:1, 7:6 |